# Pro Cycling Manager Saison 2008
Pro Cycling Manager Saison 2008 est un jeu vidéo de gestion d'équipe cycliste sorti en 2008 et fonctionne sur Windows. Le jeu a été développé par Cyanide et édité par Focus Home Interactive.
Le jeu est également disponible sur la console PSP

## Nouveautés
Les différences avec PCM 2007 sont moindres, en dehors des ravitaillements plus réalistes (où un équipier vient chercher les bidons pour ses équipiers), ainsi que l'apparition des épreuves sur piste. En effet, pour la première fois, il sera possible de simuler des courses de vitesse, de Keirin et d'élimination.
Côté mode carrière, la base de données a logiquement augmenté pour atteindre 180 courses jouables. On comptabilise 65 équipes officielles et plus de 1 600 cyclistes qui garnissent cette édition du jeu.